# Friedrich-Ludwig-Jahn-Sportpark
Friedrich-Ludwig-Jahn-Sportpark – lekkoatletyczny i piłkarski stadion w Berlinie. Od 1952 nosi imię Friedricha Ludwiga Jahna (1778–1852), pruskiego gimnastyka.

## Żużel
5 maja 2001 odbyła się tutaj żużlowa Grand Prix Niemiec. Na tartanie zbudowano tor czasowy (były to pierwsze zawody na sztucznym torze). Z powodu deszczu zawody rozpoczęły się z godzinnym opóźnieniem. Turniej wygrał Polak Tomasz Gollob.